# 电池

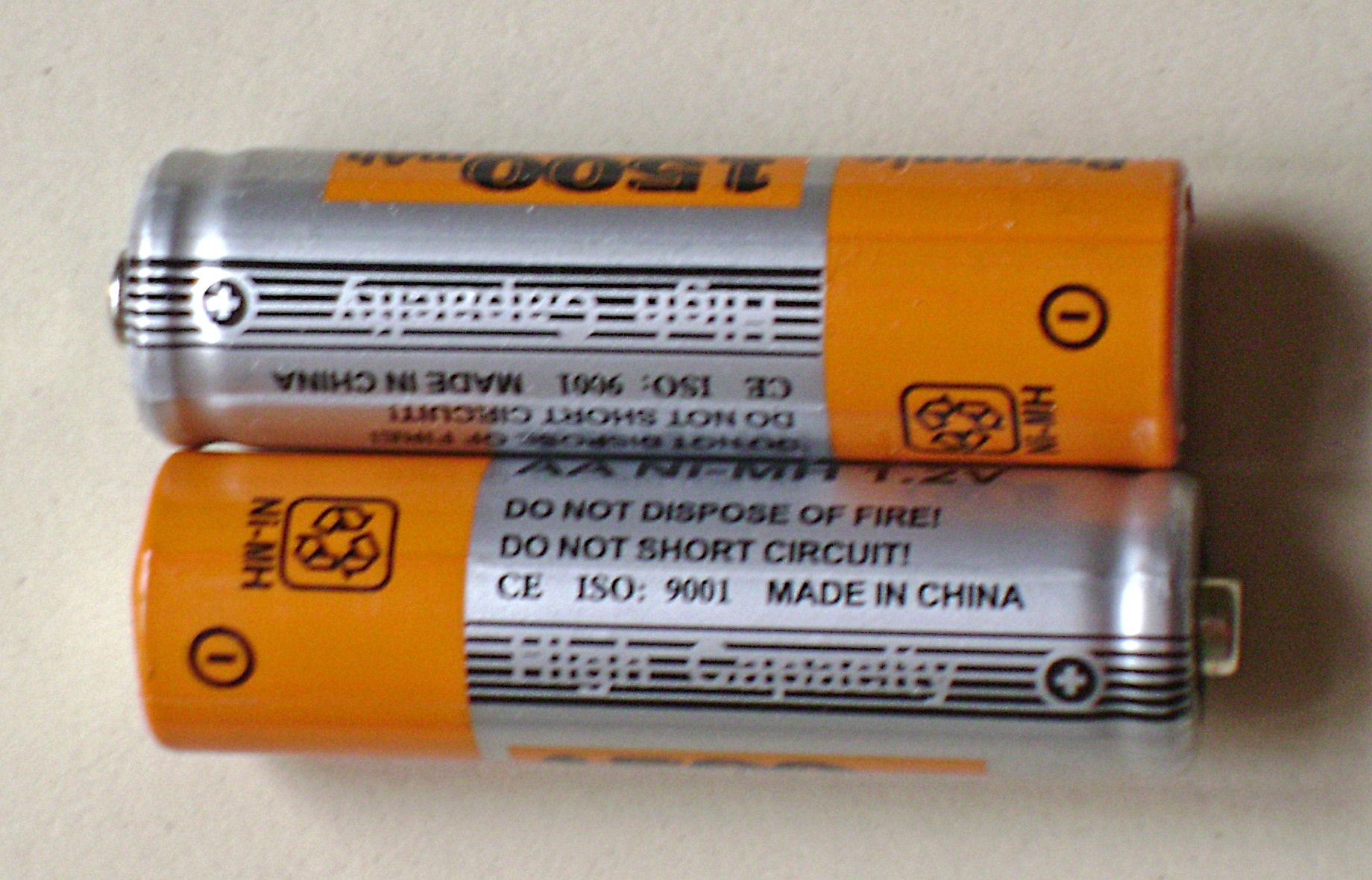
鎳氫充電池

电池（electric battery），是由一个或多个带外部连接的电化学电池（electrochemical cell）组成的储能装置，可用作便携电源为电气设备提供电能；电池组由多个电化学电池组成，它们之间可以并联、串联或串并联方式连接。
狹義上，電池是將本身儲存的化學能轉換成電能的裝置；廣義上，電池是將“預先儲存”起來的能量轉化為可供外用電能的裝置。因此，像太陽能電池，只有轉化而無儲存功能的裝置並不算是電池。其他名稱有電瓶、電芯，而中文「池」及「瓶」也有儲存作用之意。
英语單一個電池結構叫做「cell」（單電池），內部有多個 cells 並連或串連的結構叫做「battery」（電池組）。虽然在电池发展史上，“battery”一词特指由多个“cells”组成的装置；然而，英语本身的用法也起了演变，“battery”此术语的意涵已演化成涵盖由单一“cell”构成的装置。

## 電池發展史
電池的歷史可以追溯到兩千多年前的古伊拉克時代。是在首都巴格達發現的素燒陶壺（巴格達電池）它是一種使用銅和鐵的電池。考古者發現的物品被認為是至今發現的最早的電池證據。
而現代真正作為化學能的儲藏體，根據人們的需要可控制地放出電能的裝置在當時稱為Volta Pile（伏打電堆）。第一块真正意义上的现代电池由意大利化学家亚历山德罗·朱塞佩·安东尼奥·阿纳斯塔西奥·伏打发明。

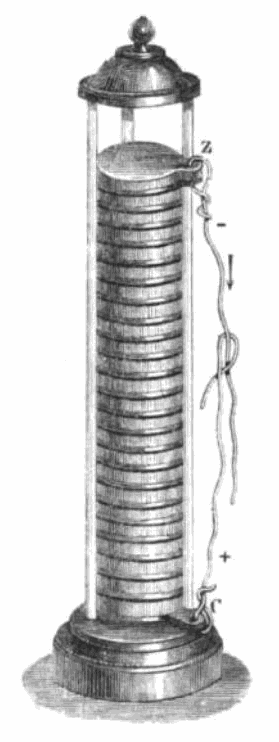
目前已知的全球第一個電池
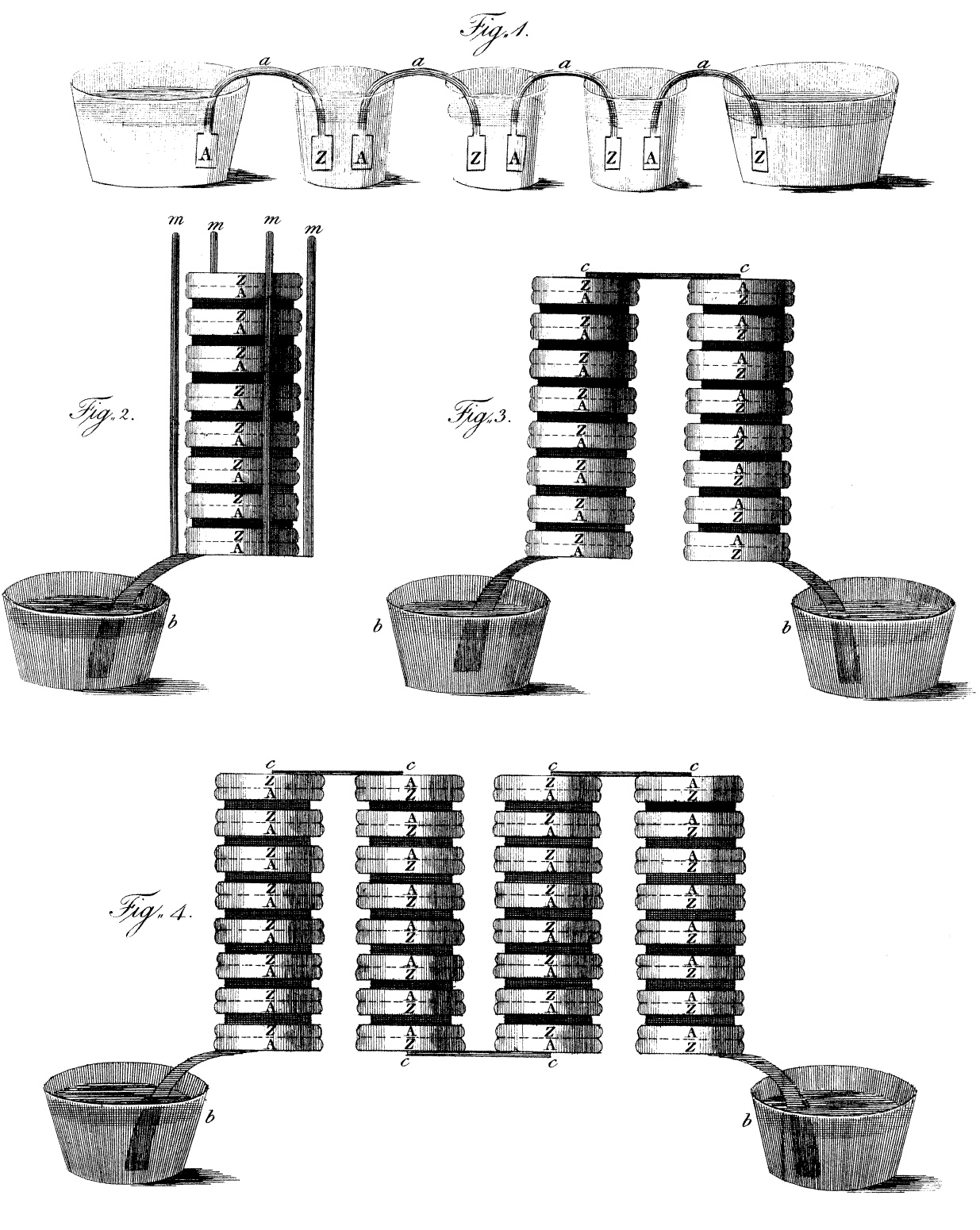
伏打電堆
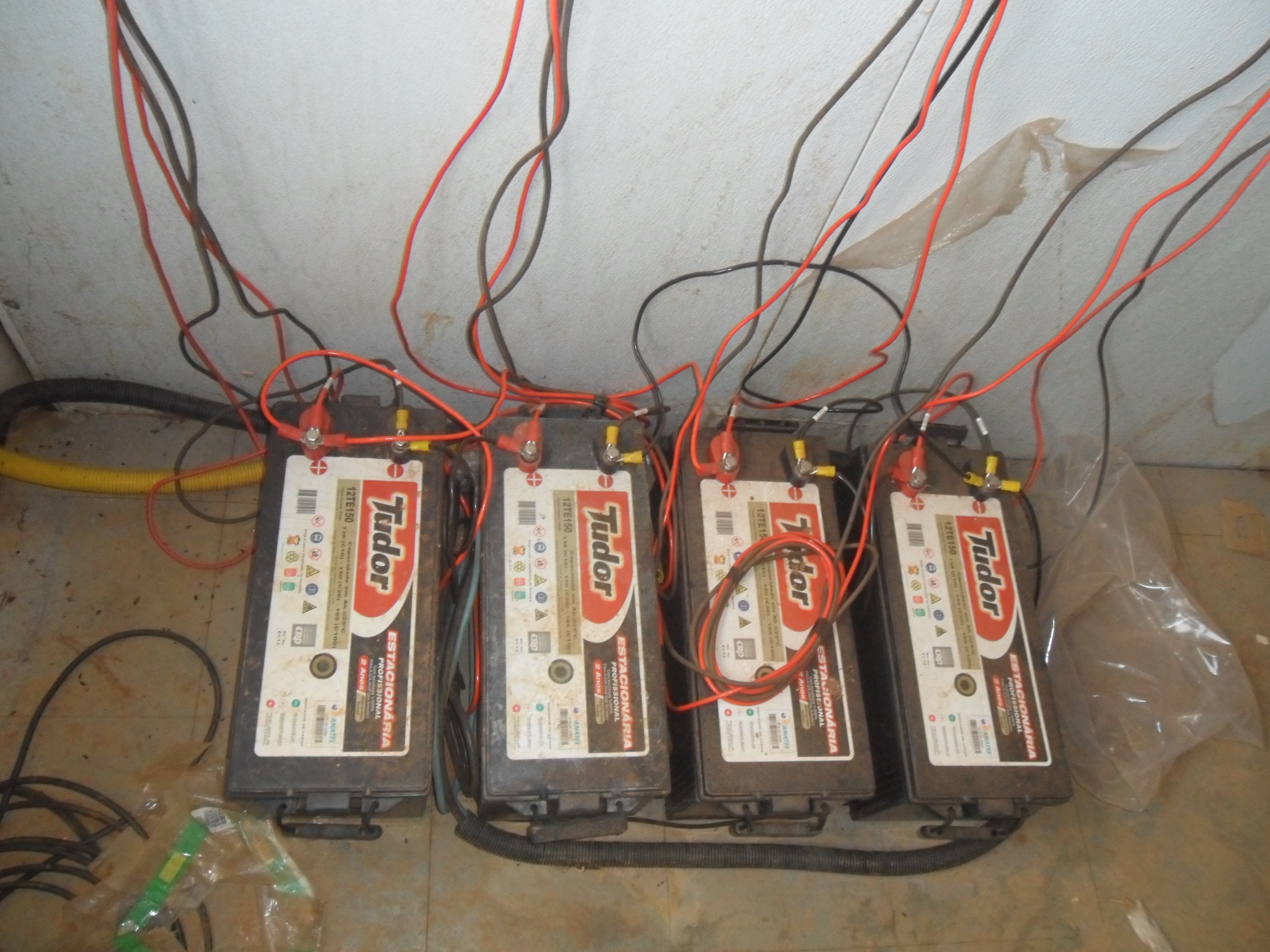
車用鉛酸電池
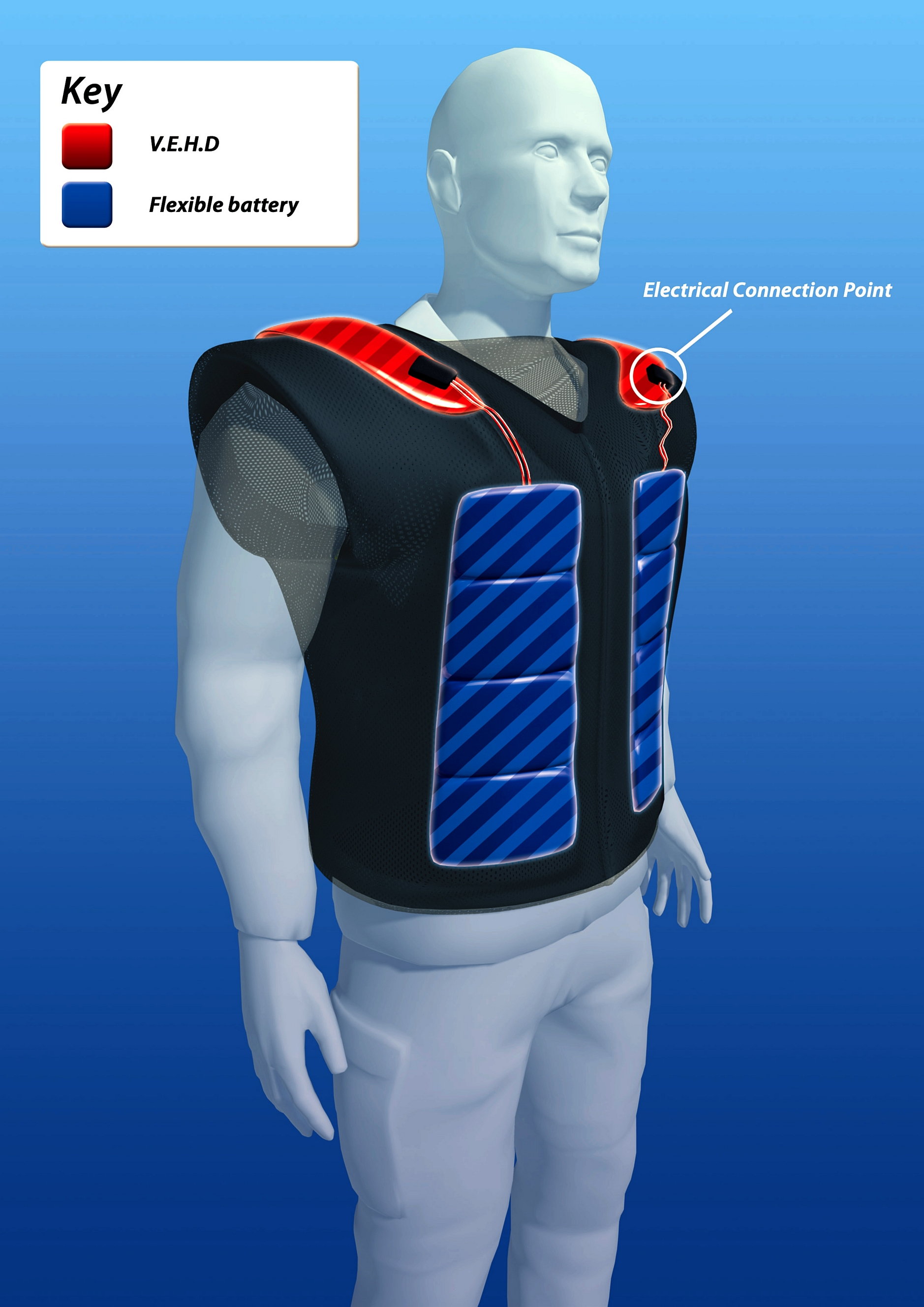
穿戴式鋰電池

## 電池種類

### 化學電池
化学电池、電化電池、電化學電池或电化学池是指通过氧化还原反應，把正极、负极活性物质的化学能，转化为电能的一类装置。与普通氧化还原反应不同的是氧化和还原反应是分开进行的，氧化在负极，还原在正极，而电子得失是通过外部线路进行的，所以形成了电流。这是所有电池的本质特点。经过长期的研究、发展，化学电池迎来了品种繁多，应用广泛的局面。大到一座建筑方能容纳得下的巨大装置，小到以毫米计的類型。现代电子技术的发展，对化学电池提出了很高的要求。每一次化学电池技术的突破，都带来了电子设备革命性的发展。世界上很多电化学科学家，把兴趣集中在做为电动汽车动力的化学电池领域。

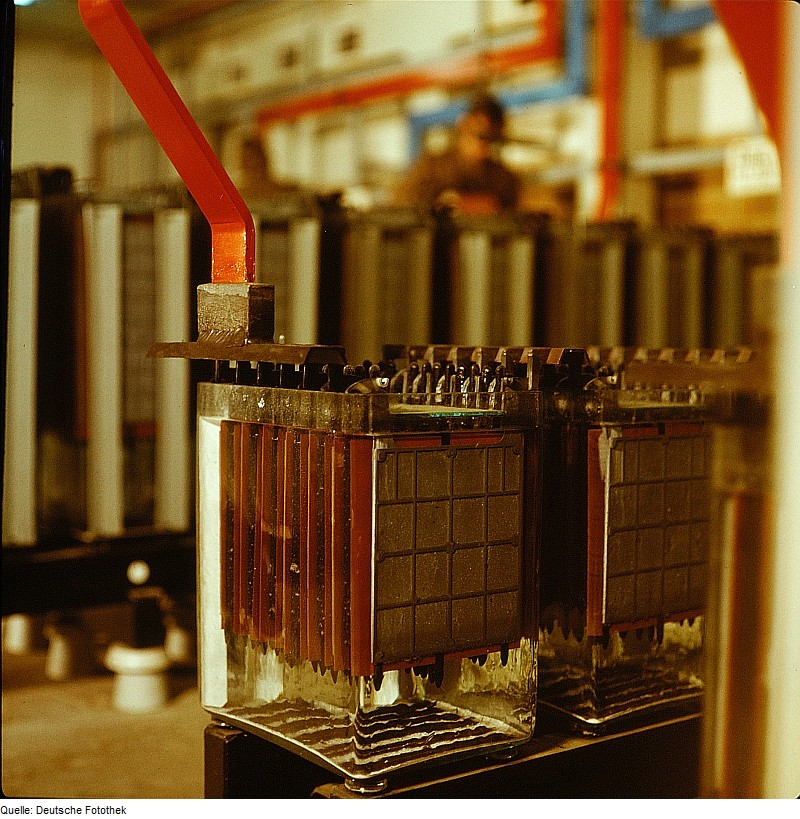
燃料電池

#### 乾電池和液體電池
乾電池和液体电池的区分仅限于早期电池发展的那段时期。最早的电池由装满电解液的玻璃容器和两个电极组成。后来推出了以糊状电解液为基础的电池，也称做乾電池。
现在仍然有“液体”电池。一般是体积非常庞大的品种。如那些做为不间断电源的大型固定型鉛酸蓄電池或與太阳能電池配套使用的铅酸蓄电池。对于移动设备，有些使用的是全密封，免维护的铅酸蓄电池，这类电池已经成功使用了许多年，其中的电解液硫酸是由硅凝胶固定。

#### 一次性電池和可充電電池
一次性電池
一次性電池（Primary Battery）俗稱「用完即棄」電池及原電池，因為它們的電量耗盡後，無法再充電使用，只能丟棄。常見的一次性電池包括：

- 碳鋅電池：電壓約1.5V，電池容量較少，能輸出的電流也較少，不會如同鹼錳電池在長期存放後,漏出有害腐蝕液體，所以仍被使用於低用電量同時需長期使用的裝置，例如鐘、紅外線搖控等。
- 鹼錳電池：電壓約1.5V，電池容量及輸出的電流較鋅錳電池高，但不及鎳氫電池，長期存放後漏出有害腐蝕液體。
- 鋰電池：電壓約3V，電池容量及輸出的電流極高，可以存放十年仍有相當電力，但價錢較貴。

其他的一次性电池包括有鋅電池、鋅空電池、鋅汞電池、水銀電池、氫氧電池和鎂錳電池。
可充電電池
可充電電池又稱二次電池（Secondary Battery）或二級電池、蓄電池。可充電電池按製作材料和工藝上的不同，其優點是在充電後可多次循環使用，它們可全充放電兩百多次甚至達40000次，充電電池的輸出電流負荷力要比大部分一次性電池高。常見的類型有：

- 鉛酸電池：每個Cell的電壓約2V，容量低但可輸出較大的功率、電池，常使用於汽車中作啟動引擎用，或用於不斷電系統（UPS）、無線電機、通信機。
- 鎳鎘電池（NiCd）：電壓約1.2V，有較強烈的記憶效應，而且容量較低，含有毒物質，對環境有害，現已被淘汰。
- 鎳氫電池（NiMH）：電壓約1.2V，有極輕微的記憶效應，容量較鎳鎘電池及鹼性電池大，可充放電循環使用數百至二千幾次。舊鎳氫電池有較大的自放電，新的低自放電鎳氫電池自放電低至與鹼性電池相約，而且可在低溫下使用（-20℃），充電裝置、電壓與鎳鎘電池相同，已取代了鎳鎘電池，同時也可取代絕大部份鹼性電池的用途，也有用於混合動力車的。
- 鋰離子電池（Li-ion）：電壓約3.6V、3.7V，鋰離子電池具有重量輕（容量是同重量的鎳氫電池的1.5倍~2倍）、容量大、無記憶效應等優點，具有很低的自放電率，因而即使價格相對較高，仍然得到了普遍應用，包括許多電子產品，而且不含有毒物質，但這類用於消費性電子產品的Li-ion電池在存放一段時期後電量會永久減少。另也有用於純電動車及混合動力車的Li-ion電池，用於這用途的鋰離子電池容量相對略低，但有較大的輸出、充電電流，也有的有較長的壽命，但成本較高。
- 钠离子电池（Na-ion）：以钠离子为电荷载体的充电电池，其工作原理及结构与锂离子电池相似，但能量密度较低且充电周期较少，但价格更低廉且较安全。
- 固态电池：又称“固态离子导体”，指采用固态电解质的电池，在理论上能提供更高的能量密度并有望解决现有锂电池的诸多缺陷，如易燃性、电压限制、电解质界面不稳定及循环寿命较短等问题。

#### 燃料電池

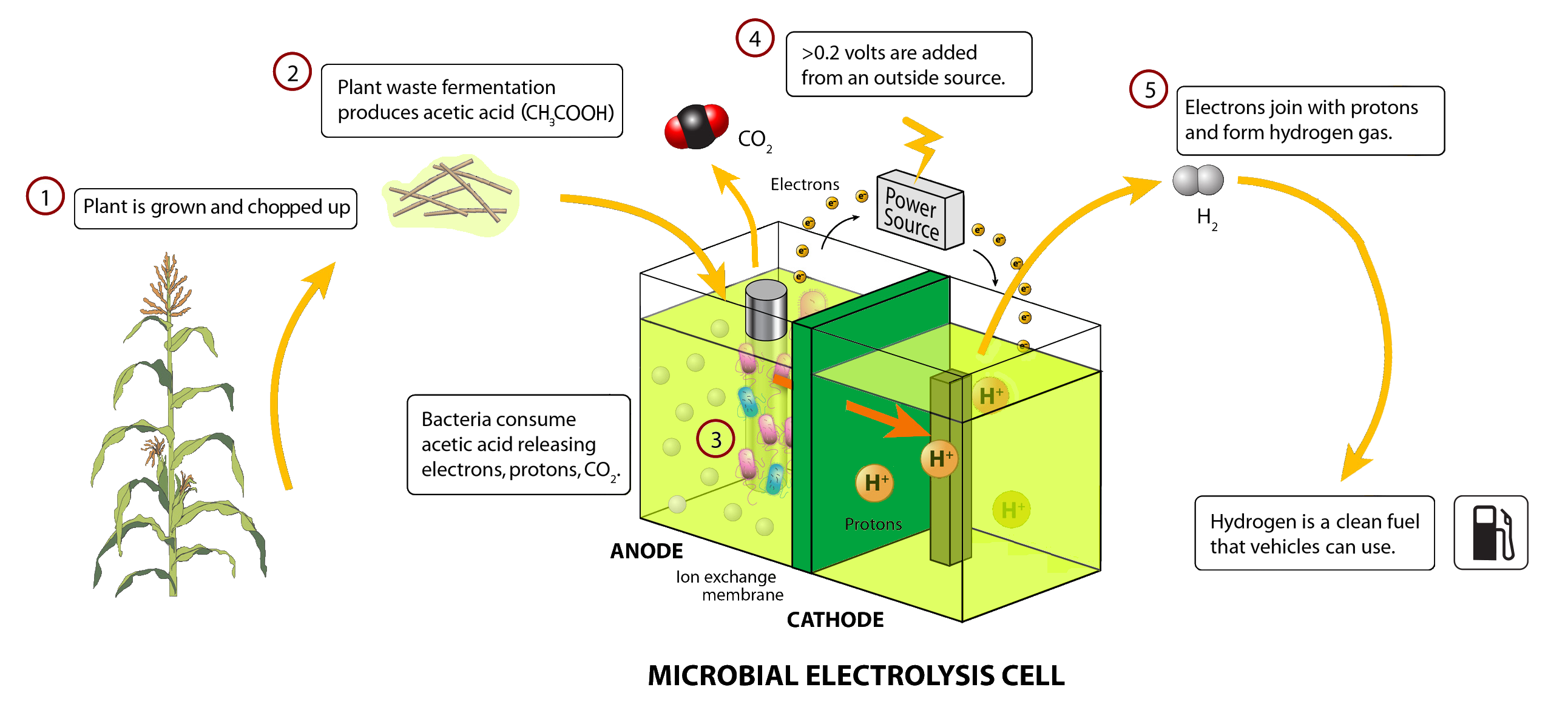
生物能電池原理

燃料電池是一種将燃料的化學能透過電化學反應直接轉化成電能的裝置，與一般電化電池不同的是反應物不儲存在電池內，只在反應時灌入電池。
燃料電池是利用氫氣在陽極進行氧化反應，將氫氣氧化成氫離子，而氧氣在陰極進行還原反應，與由陽極傳來的氫離子結合生成水。氧化還原反應過程中就可以產生電流。
燃料電池的技術包括了出現鹼性燃料電池（AFC）、磷酸燃料電池（PAFC）、質子交換膜燃料電池（PEMFC）、熔融碳酸鹽燃料電池（MCFC）、固態氧化物燃料電池（SOFC），以及直接甲醇燃料電池（DMFC）等，而其中，利用甲醇氧化反應作為正極反應的燃料電池技術，更是被業界所看好而積極發展。

#### 水啟動電池
水啟動電池本身不含電解質，出廠時還不會產生電力，須待加入水之後，才讓成份間的化學反應得以開始，並產生電力。

### 核電池

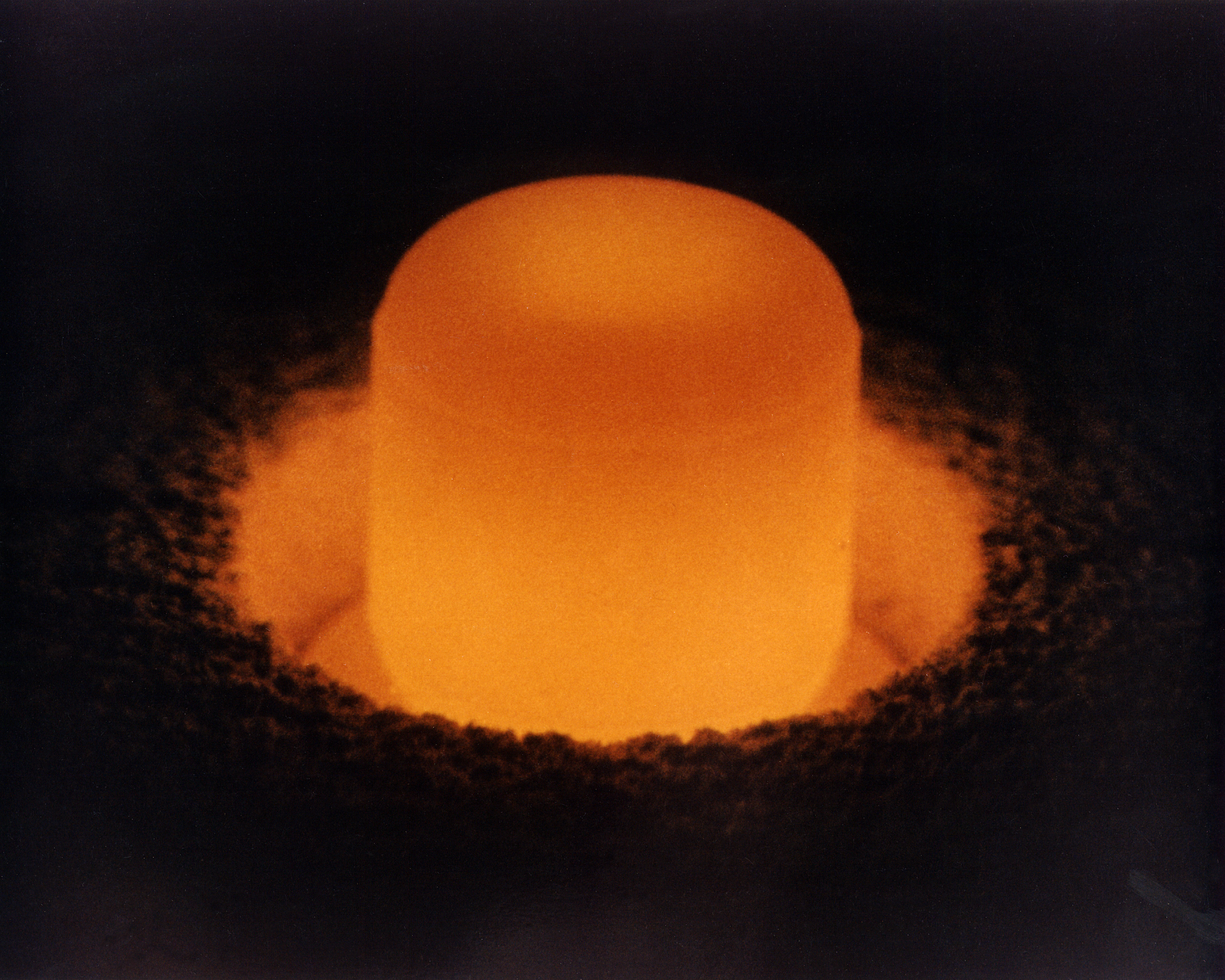
衰变放出巨大的能量使钚238加热至烧红的程度

原子能电池（又称核电池，氚电池或放射性同位素發电装置）是指使用放射性同位素衰变时产生之能量来产生电力的装置。这会使人误解成核反应堆，但实际上这种电池不是利用链式反应来产生能量。核电池比起一般电池有很长的寿命且其输出能量远比一般化学电池为高，可惜其制作成本也相对很高，使这种电池多用于一些需长时间运作又难以更换电池的仪器之上。 
核电池之技术早在1913年已经被亨利·莫塞莱所发明，使众科学家都期望此技术能够用于太空仪器上。但由于一直无法提高能源效率，这技术到近年纳米技术研发出更有效之半导体后再被关注。此種電池現應用於衛星、宇航工具，也有於地面上使用。第一個離開太陽系的太空探測器航行者一號就是用這類電池作為能源，供應電力給探測器上的儀器。
核电池大致分成两种类，分别是热转换型核电池（例如放射性同位素熱電機、斯特林放射性同位素高階熱電機）及非热转换型核电池。

## 電池容量
電池容量是指電池所能儲存的電荷量，電池容量的符號為Q，單位為庫倫（C），但日常生活中多以安培小時（Ah）為單位，由於日常生活使用的電池也有容量相對較少，所以也有用毫安培小時（mAh）單位，也即千分之一安培小時，例如手機所使用的電池通常以後者為標記。
決定電池容量的因素有：
電池的種類（也即制造電池的物質）：同一體積，不同種類的電池有不同的容量，例如鋰電池的容量較很多其他電池為高。
電池的體積：由於物質的化學能的能量密度是固定的，因此體積越大，總藏能量就越多，例如一枚AA電池的容量比AAA電池為大。
電池的溫度：一般情況下，溫度越低，電池的有效容量會減小，不同種類的電池減小的程度各有不同，所以在寒冷地區使用電池時需要特別留意。
放電速率：放電電流越大，同一電池的有效容量會越小，所以推高耗電的電器時電池的容量會減少，例如一枚能點亮2W燈泡一小時的電池，推動4W燈泡時就不能有半小時，必定比半小時短些，短多少就視乎電池種類、溫度…等因素而定。
所以同一枚電池在不同環境下會有不同容量，所以一般電池所標示的容量只可作參考，實際使用仍會因環境及其他工作條件而有所變化。而標示容量一般都以室溫情況下作準。

### 容量、放電電流與C值
要計算一電池在某一放電流下能連續放電多久，方法是將容量除以電流：
{\displaystyle t={\frac {Q}{I}}}
當中，t（h）是放電時間（單位是小時）、Q（Ah）是電池容量（單位是安培小時）、I（A）是電流（安培）。
而放電（或充電）電流也有用C值來表述，1個C的放電電流會剛好在一小時把電池完全放電，也就是1個C的電流是相對電池容量而定。例如一枚600mAh的電池，1個C的電流即是600mA，以這個電流放電會在一小時內用完電量。同樣地，對一枚2500mAh的電池，1C就是2500mA。又例如以0.5C對電池放電的話，不管電池容量多小，電池都會在2小時用完（1/0.5=2）。
用C作表述的特點在於在相同電池種類、操作環境下，不同容量的電池在同一C值放電率下，理論上都應該有相近放電時間。所以當要比較不同電池性能時，會選擇同一C值的放電或充電速率作比較。電池生產商在電池的規格上也多以C值表述放電電流及充電電流的速率。

## 电池型号

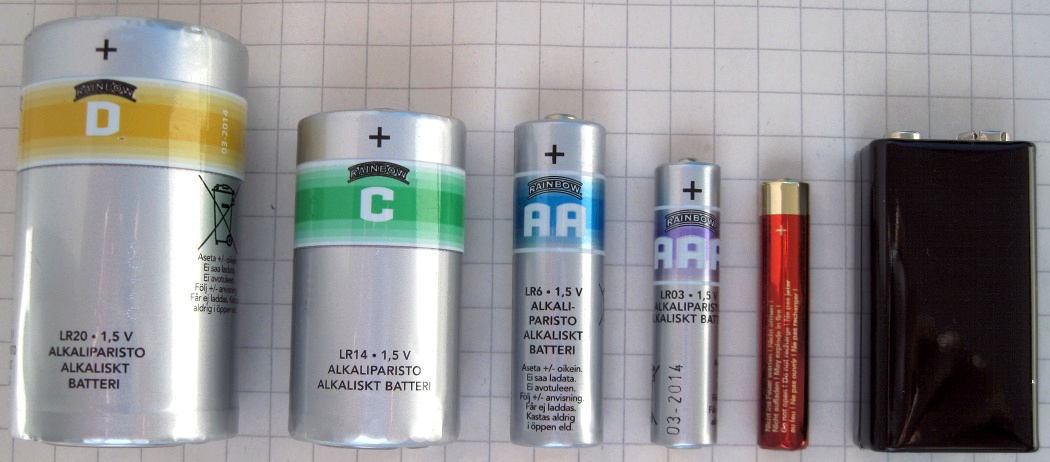
常見電池尺寸比較

常见的电池型号或稱呼如下：
| 美国型号 | 中国大陆型号 | 臺灣型號 | 香港稱呼    | 尺寸（高度×直径）mm |
| -------- | ------------ | -------- | ----------- | ------------------- |
| D        | 1号电池      | 1號電池  | 大電        | 59.0*32.3           |
| C        | 2号电池      | 2號電池  | 中電        | 49.5*25.3           |
| AA       | 5号电池      | 3號電池  | 細電 / 2A電 | 49.0*14.0           |
| AAA      | 7号电池      | 4號電池  | 3A電        | 44.0*10.0           |
| AAAA     | 9号电池      | 6號電池  | 4A電        | 41.5*8.1            |
| A        | 4号电池      |          |             | 49.0*16.8           |
| SC       | 3号电池      |          |             | 42.0*22.1           |
| N        | 8号电池      | 5號電池  |             | 28.5*11.7           |
| F        |              |          |             | 89.0*32.3           |

## 寿命

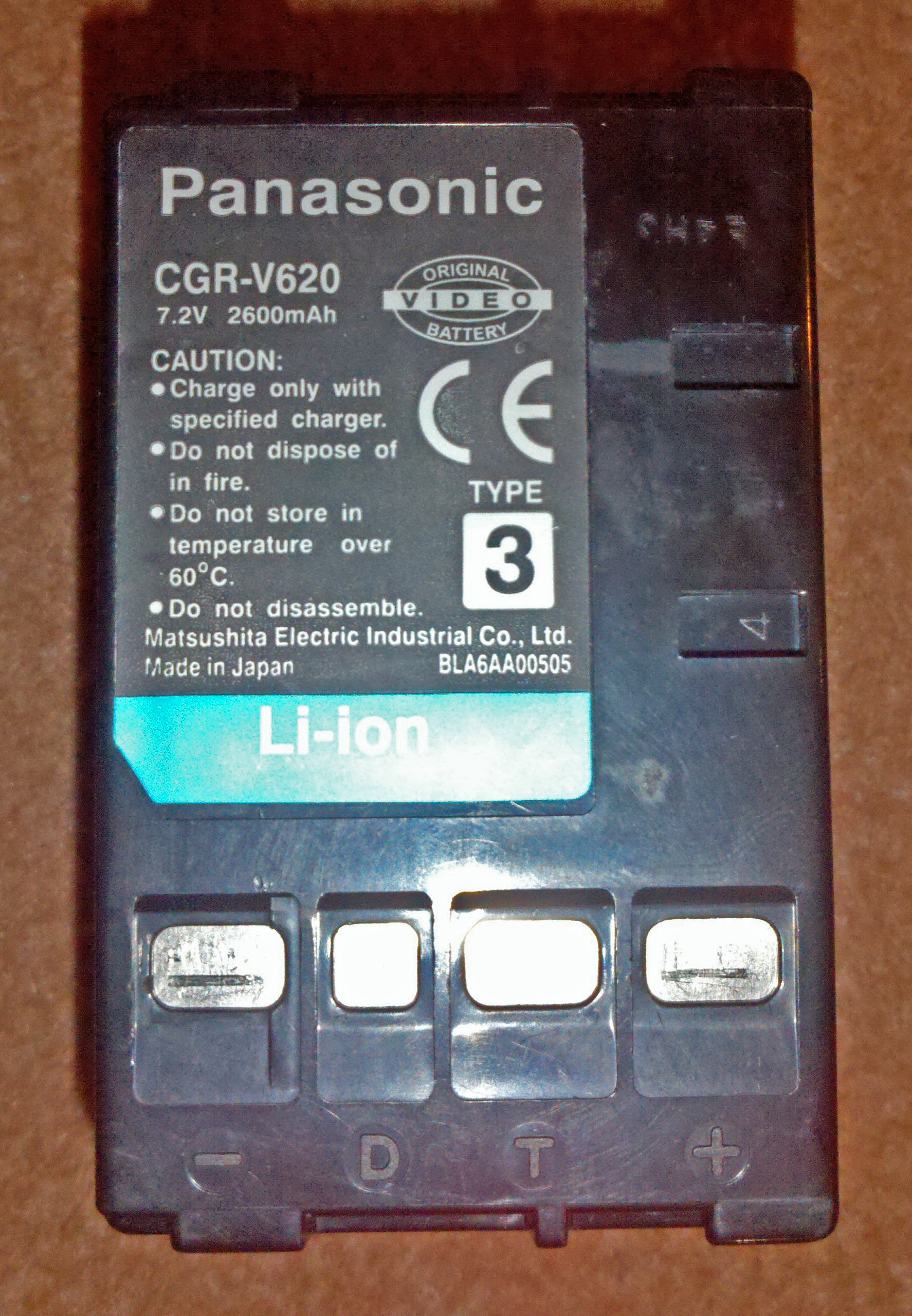
一块模拟摄像机的锂离子电池

电池寿命（及其同义词电池寿命）对于可充电电池有两个含义，但对于不可充电电池只有一个含义。对于可充电电池，它可以指设备在充满电池电量时运行的时间长度，或是在电池单元失效前可以进行的充放电循环次数。对于不可充电电池，这两种寿命是相等的，因为按定义电池只持续一个循环。（术语“保质期”用于描述电池在制造和使用之间保持性能的时间。）所有电池的可用容量在温度降低时都会下降。与今天大多数电池不同，1812年发明的詹博尼电池堆在不经过翻新或充电的情况下提供了非常长的使用寿命，尽管它仅在纳安（nanoamp）范围内提供电流。自1840年以来，牛津电铃在其原始电池对上几乎持续不断地鸣响，据信这些电池是詹博尼电池堆。
在室温（20–30 °C）下存放时，一次性电池通常每年会失去其原始电荷的8–20%。 这被称为“自放电”速率，是由于即使没有负载，电池单元内部仍然会发生非产生电流的“侧”化学反应。低温下存放的电池的侧反应速率会降低，尽管有些电池可能会受到冷冻的损坏。旧的可充电电池自放电速度比一次性碱性电池快得多，尤其是镍基电池；一个刚刚充满电的镍镉（NiCd）电池在前24小时内会失去10%的电荷，之后以约每月10%的速度放电。然而，较新的低自放电镍金属氢化物（NiMH）电池和现代锂电池设计显示出较低的自放电率（但仍然高于一次性电池）。
电池板上的活性物质在每次充放电循环中都会改变化学组成；由于体积的物理变化，活性物质可能会丢失，从而进一步限制电池的可充电次数。大多数镍基电池在购买时都部分放电，必须在第一次使用之前充电。 较新的NiMH电池在购买时就可以使用，并且一年内只有15%的放电率。
每次充放电循环都会发生一些恶化。降解通常是因为电解质从电极迁移或活性物质从电极分离造成的。低容量的NiMH电池（1,700–2,000 mA·h）可以充电约1,000次，而高容量的NiMH电池（2,500 mA·h以上）大约可以持续500个循环。 NiCd电池在其内部电阻永久性地增加到超出可用值之前，往往被评为1,000次循环。快速充电会增加组件变化，缩短电池寿命。 如果充电器不能检测到电池何时充满电，则过充的可能性很大，从而损坏电池。
如果以特定的重复方式使用NiCd电池，可能会出现容量下降的情况，称为“记忆效应”。 这种效应可以通过简单的做法避免。尽管化学性质相似，NiMH电池的记忆效应较少。
汽车的铅酸电池必须承受由振动、冲击和温度范围引起的应力。由于这些应力以及它们的铅板的硫酸盐化，很少有汽车电池在正常使用六年后还能继续使用。汽车起动电池（SLI：起动，照明，点火）电池有许多薄板以最大限度地增加电流。一般来说，板越厚，寿命越长。它们通常只在充电前稍微放电。深循环铅酸电池，如电动高尔夫球车中使用的电池，具有更厚的板以延长寿命。 铅酸电池的主要优点是成本低；其主要缺点是在给定容量和电压下，尺寸和重量较大。铅酸电池永远不应放电至其容量的20%以下， 因为内部电阻会在充电时产生热量和损坏。深循环铅酸系统通常使用低电荷警告灯或低电荷断电开关，以防止会缩短电池寿命的损坏类型。
电池寿命可以通过将电池存放在低温环境中来延长，例如冰箱或冰柜，从而减缓侧反应。这种存储可以将碱性电池的寿命延长约5%；可充电电池可以更长时间地保持其电荷，具体取决于类型。 为了达到它们的最大电压，电池必须恢复到室温；在0°C下以250 mAh放电的碱性电池的效率只有在20°C下的一半。 碱性电池制造商，如杜拉克，不建议将电池冷藏。